# Granulocyt

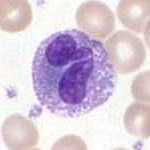
Eosinofiele granulocyt

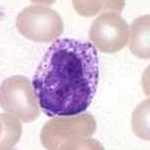
Basofiele granulocyt

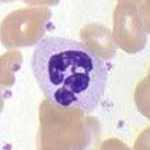
Neutrofiele granulocyt

Een granulocyt is een type witte bloedcel, die deel uitmaakt van het aangeboren immuunsysteem, en die gekarakteriseerd wordt door de aanwezigheid van specifieke granulen in het cytoplasma. Granulocyten worden ook wel polymorfo-nucleaire leukocyten genoemd, vanwege de variërende vorm van de celkern, die meestal drie segmenten bevat. Met polymorfonucleaire leukocyten wordt vaak enkel gerefereerd aan neutrofiele granulocyten. Granulocyten worden afgegeven door het beenmerg, onder invloed van het complementsysteem (in het bloedplasma aanwezige eiwitten).

## Classificatie
Granulocyten zijn onder te verdelen in:
- neutrofiele granulocyten 40-75%
- eosinofiele granulocyten 1-6%
- basofiele granulocyten <1%

De namen refereren aan de kleur die de cytoplasmatische granules aannemen, na een histologische kleuringsreactie. 

## Toxische (anti-bacteriële) stofwisselingsproducten van granulocyten
- Vesikels met een lage pH (3.5~4.0)
- Toxische zuurstofproducten, zoals superoxide, waterstofperoxide, hydroxy-radicalen, singlet zuurstof
- Toxische stikstofoxiden (stikstofmonoxide)
- Antimicrobiële agentia (defensinen en kationische proteïnen)
- Enzymen (lysozymen) verteren bacteriën verder

## Pathologie
Granulocytopenie is een abnormaal lage concentratie granulocyten in het bloed. Dit doet de weerstand van het lichaam tegen infecties sterk dalen. Vergelijkbare ziekten zijn agranulocytose en neutropenie.
Bij mensen die lijden aan diabetes mellitus is er vaak een granulocytair chemotactisch defect.